# Prisma (satélite)

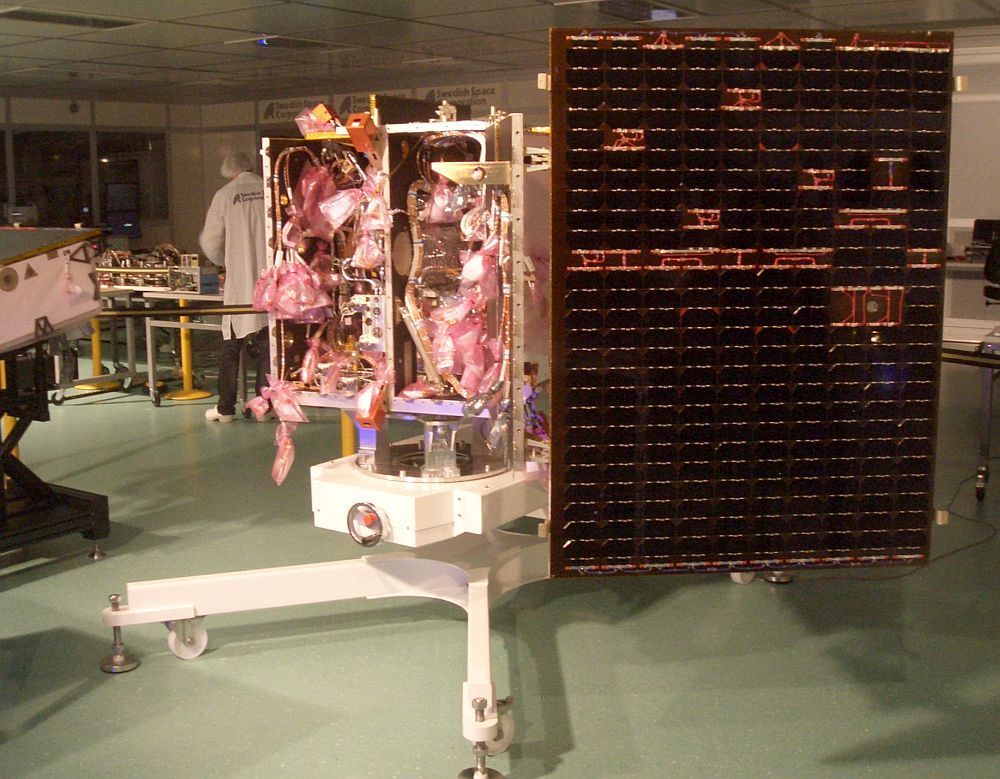
Imagem do satélite Prisma.

O Prisma é um projeto de satélite liderado pelo Swedish Space Corporation (SSC), que consistem em dois satélites que voam em formação.
Foi lançado, junto com o satélite PICARD, em 15 de Junho de 2010 por meio de um veiculo lançador ucraniano Dnepr-1 a partir do Cosmódromo de Dombarovsky, perto de Yasny, Rússia. O seu principal objetivo é testar a formação autônoma de voa.
Em 12 de agosto de 2010, a SSC informou que os dois satélites, chamado de Mango e Tango, tinha separados uns dos outros pela primeira vez.